# Arambilet

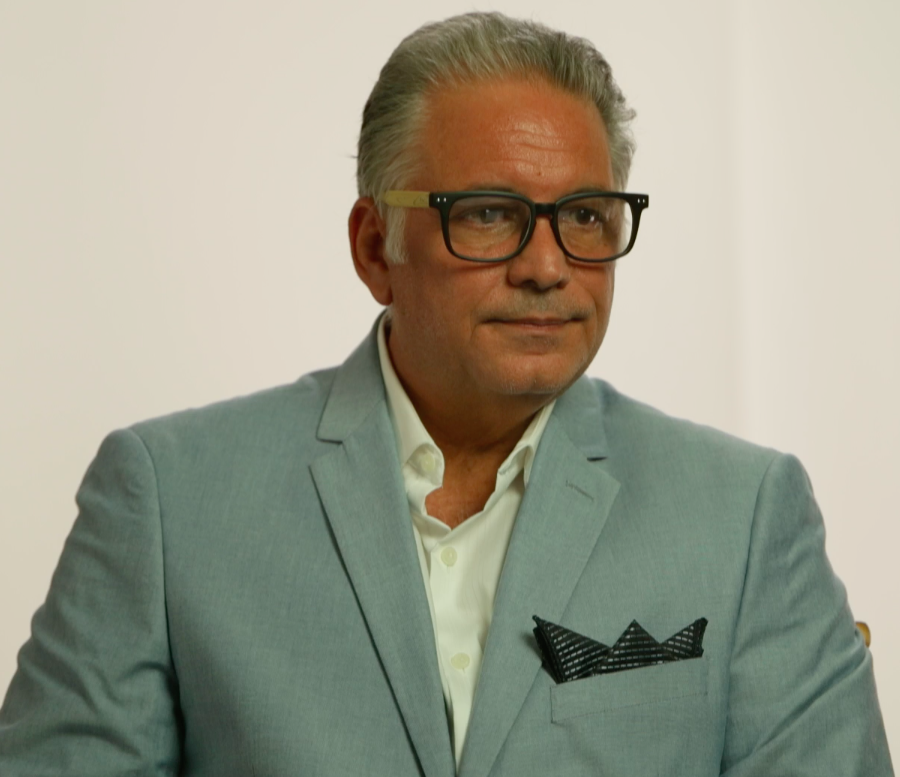
Arambilet (2017)

Arambilet (eigtl. Angel Luis Arambilet Alvarez; * 16. September 1957 in Santo Domingo) ist ein dominikanischer Schriftsteller, Drehbuchautor, Maler, Grafiker und Filmemacher.

## Leben
In Lateinamerika und der Karibik gilt er als der Schöpfer der ersten Erzählung (Artes y Letras [Kunst & Literatur], 1978) und der ersten grafischen Gedichte (Kombination von Text und Grafiken – Arte y Cibernetica [Kunst und Kybernetik], 1978) mit ASCII-Art, einer kombinierten Technik, die Lochkarten, eine COBOL Kompilierung (IBM Modell 370-115) und Hochgeschwindigkeitsdrucker verwendet.
Arambilet ist in der XX Jahrhundert Geschichte der Computer Graphics und Digital Art gesponsert von Association for Computing Machinery SIGGRAPH.
Preisgekrönt wurde er für seine Kurzgeschichten Die cayenne Blütenblätter (1994) und den Roman Neguri's Geheimnis (2006).